# همچ
همچ یک روستا در ایران است که در دهستان خوسف واقع شده‌است. همچ ۱۳۵ نفر جمعیت دارد.